# Xiangyun
För andra betydelser, se Xiangyun (olika betydelser).
Xiangyun, tidigare stavat Siangyün, är ett härad i Dali, en autonom prefektur för baifolket i Yunnan-provinsen i sydvästra Kina. 